# Argyrosticta eurysaces
Argyrosticta eurysaces är en fjärilsart som beskrevs av William Schaus 1914. Argyrosticta eurysaces ingår i släktet Argyrosticta och familjen nattflyn. Inga underarter finns listade i Catalogue of Life.